# Зюков, Евгений Владимирович
Евге́ний Влади́мирович Зю́ков (укр. Євген Володимирович Зюков, 31 мая 1978, Золотое Поле, Кировский район, Крымская область, Украинская ССР, СССР) — украинский легкоатлет, выступавший в беге на короткие и средние дистанции. Участник летних Олимпийских игр 2000 и 2004 годов.

## Биография
Евгений Зюков родился 31 мая 1978 года в селе Золотое Поле Кировского района Крымской области. Окончил в 1993 году Золотопольскую среднюю школу.
Выступал в легкоатлетических соревнованиях за клуб «Украина» из Харькова. На чемпионатах Украины завоевал четыре золотых медали: по две в беге на 200 метров (2002 — в помещении, 2003) и на 400 метров (2001, 2006). Кроме того, на его счету ещё два серебра — в 2000 году на 400-метровке и в 2002 году на 200-метровке.
В 2000 году вошёл в состав сборной Украины на летних Олимпийских играх в Сиднее. В четвертьфинальном забеге эстафеты 4х400 метров сборная Украины, за которую также выступали Александр Кайдаш, Роман Воронько и Геннадий Горбенко, заняла 3-е место с результатом 3 минуты 5,41 секунды. В полуфинале украинцы тем же составом заняли 5-е место (3.02,68), уступив 0,77 секунды попавшей в финал с 3-го места сборной Австралии.
В 2004 году вошёл в состав сборной Украины на летних Олимпийских играх в Афинах. В полуфинальном забеге эстафеты 4х400 метров сборная Украины, за которую также выступали Владимир Демченко, Михаил Кныш и Андрей Твердоступ, заняла 6-е место с результатом 3.04,01, уступив 2,27 секунды попавшей в финал с 3-го места сборной Багамских Островов.
Дважды завоёвывал медали летних Универсиад в эстафете 4х400 метров — серебро в 2001 году в Пекине, золото в 2003 году в Тэгу.

## Личные рекорды
- Бег на 100 метров — 10,90 (23 июля 2002, Киев)[3]
- Бег на 200 метров — 21,09 (12 июня 2002, Донецк)[3]
- Бег на 200 метров (в помещении) — 22,24 (17 февраля 2002, Киев)[3]
- Бег на 400 метров — 45,67 (17 мая 2001, Киев)[3]
- Бег на 400 метров (в помещении) — 47,96 (31 января 2002, Москва)[3]
- Эстафета 4х400 метров — 3.02,35 (11 августа 2001, Эдмонтон)[3]